# PhysX
PhysX é um motor de física de código aberto, primeiramente projetada pela AGEIA. Em 20 de julho de 2005, a Sony fechou um contrato com a AGEIA para utilizar esta plataforma em seu console, o Playstation 3.
No dia 4 de fevereiro de 2008, a NVIDIA fechou a compra da AGEIA Technologies Inc., adquirindo também a unidade PhysX. Esta unidade tem suporte para mais de 150 jogos, estando presente em todos os consoles de sétima geração, Nintendo Wii, XBox 360 e o Playstation 3.
O motor PhysX engine e o SDK estão disponíveis para Windows 10, Windows 7, Windows Vista, Windows XP, Mac OS X, Linux, Wii, PlayStation 3 e Xbox 360

## Títulos com suporte
Lista de jogos que dispõe do sistema de hardware PhysX:[carece de fontes?]
- 2 Days to Vegas
- Adrenalin 2: Rush Hour
- Age of Empires III
- Age of Empires III: The WarChiefs
- Alice Madness Returns
- Alpha Prime
- Auto Assault
- Batman Arkham Asylum
- Batman: Arkham City
- Batman: Arkham Origins
- Batman: Arkham Knight
- Backbreaker
- B.A.S.E. Jumping
- Bet on Soldier: Blackout Saigon
- Bet on Soldier: Blood of Sahara
- Bet on Soldier: Blood Sport
- Beowulf: The Game
- BioShock Infinite
- Bladestorm: The Hundred Years' War
- Borderlands
- Borderlands 2
- Bulletstorm
- Captain Blood
- Cellfactor: Combat Training
- Cellfactor: Revolution
- City of Villains
- Clive Barker's - JERICHO
- Crazy Machines II
- Cryostasis
- Dark Physics
- Desert Diner
- Dragonshard
- Dusk 12
- Empire Above All
- Empire Earth III
- Entropia Universe
- Fallen Earth
- Fury
- Gears Of War
- Gluk'Oza: Action
- Goat Simulator
- GooBall
- Gothic 3
- Gunship Apocalypse
- Heavy Rain
- Hero's Journey
- Hour of Victory
- Huxley
- Infernal
- Inhabited island: Prisoner of Power
- Joint Task Force
- Kuma\WAR
- Mafia II
- Magic ball 3
- Mass Effect
- Medal of Honor: Airborne
- Metro 2033
- Mirror's Edge
- Mobile Suit Gundam: Crossfire
- Monster Madness: Battle for Suburbia
- Monster Truck Maniax
- Myst Online: Uru Live
- Need For Speed: SHIFT
- Open Fire
- Paragraph 78
- Pirates of the Burning Sea
- PlanetSide 2
- PT Boats: Knights of the Sea
- Rail Simulator
- Red Steel
- Rise of Nations: Rise of Legends
- Roboblitz
- Sacred 2
- Saw: Game
- Sherlock Holmes: The Awakened
- Showdown: Scorpion
- Silverfall
- Sovereign Symphony
- Sonic and the Secret Rings
- Sonic Colors
- Speedball 2
- Stoked Rider: Alaska Alien
- Switchball
- Tension
- The Hunt
- The Stalin Subway
- Tom Clancy's Ghost Recon Advanced Warfighter
- Tom Clancy's Ghost Recon Advanced Warfighter 2
- Tom Clancy's Rainbow Six Vegas
- Tom Clancy's Splinter Cell: Double Agent
- Tortuga: Two Treasures
- Two Worlds
- Ultra Tubes
- Unreal Tournament 3
- Unreal Tournament 3: Extreme Physics Mod
- Warfare
- Warmonger: Operation Downtown Destruction
- W.E.L.L. Online
- Winterheart's Guild
- WorldShift